# Озарк
Озарк (англ. Ozark) — велике вапнякове плато в центральній частині США, відоме також як особливий культурно-історичний регіон та рекреаційно-туристична область країни. Серце Озарку розташоване в штаті Міссурі, менші за розміром ділянки поширюються на північну частину штату Арканзас, північний захід штату Оклахома та крайній південний схід штату Канзас. У багатьох відносинах (у тому числі в етнографічному) плато Озарк має схожість з Аппалачськими плато та горами.

## Географія

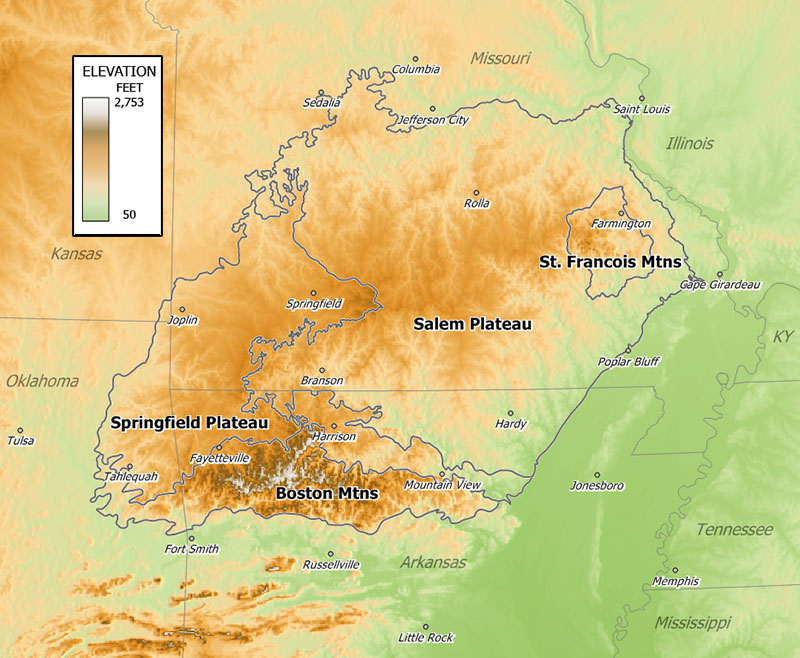
Карта висот плато

Плато цілком розташоване на лівому березі річки Міссісіпі, займаючи загальну площа понад 122 тис. кв. км. (47 тис. кв. миль). Довжина — до 500 км, середня висота 400—500 м, максимальна точка — в горах Бостон (до 823 м), на півдні плато (штат Арканзас).

## Районування

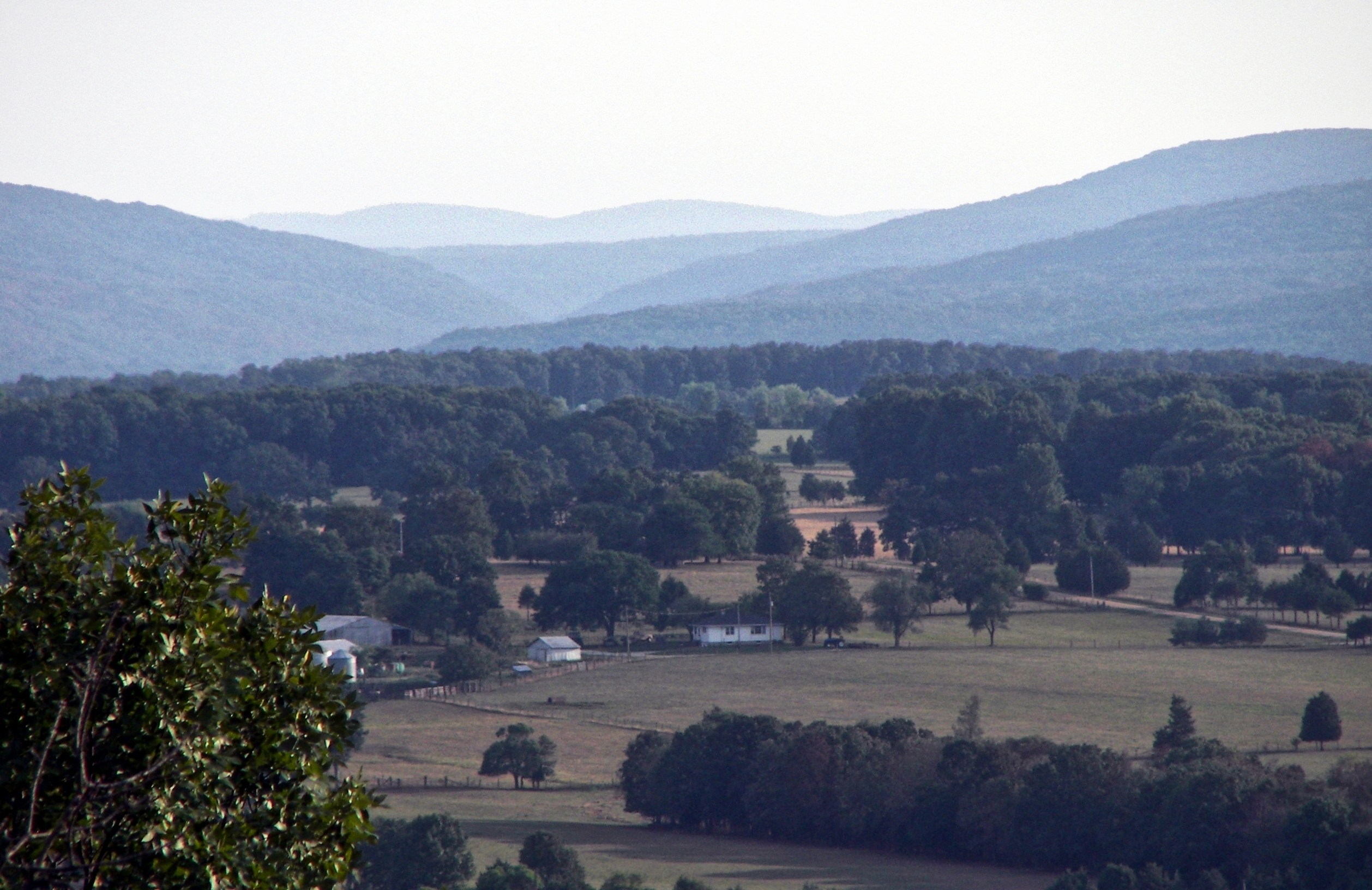
Гори Сен-Френсіс

Усередині плато виділяються чотири географічні області:
- Плато Спрингфілд — пласкі або пологі плато на південному заході регіону
- Бостонські гори — низькі, розчленовані на півдні
- Гори Сент-Френсіс — схід
- Плато Салем — пласкі або пологі плато центру

## Гідрографія
Річки регіону невеликі, як правило беруть початок на самому плато, впадають у більші річки Міссурі та Арканзас (басейн Міссісіпі, Атлантичний океан). Середня висота плато: 300—450 м над рівнем моря. Річкові долини глибокі та каньйоноподібні. Межиріччя мають плоскі вирівняні поверхні, зайняті луками. Геологічно складені галечником та кремнієм.

## Геологія
Плато складено переважно вапняками палеозойського віку, на сході є виходи докембрійських порід (гори Сент-Френсіс в штаті Міссурі). Плато схильне водної та вітрової ерозії, а тому сильно розчленоване річками. Широко розвинений карст (підземні печери), каньйони річок. Типовий склад ґрунту регіону представлений червоноземи та жовтоземами. По схилах гір і в піднесених регіонах збереглися незаймані ліси (широколисті, переважно дубові).

## Економіка
Здавна ведеться видобуток поліметалічних руд (родовища Сент-Джозеф, Три-Стейтс — переважно виснажені). Велика частина земель регіону в середині XX століття була переведена під сільськогосподарські угіддя. Вирощуються пшениця, кукурудза, плодові культури — яблуні, груші). Останнім часом саме перспективний напрям — туризм культурної та екологічної спрямованості, особливо в національний парк Хот-Спрінгс «Гарячі ключі» (переважно внутрішній). Є мінеральні джерела, мінеральна вода Озарк розливається на продаж.

## Культура та населення
Корінне населення регіону — індіанці — були витіснені білими поселенцями в 18-19 століттях. Культура місцевого білого населення носить консервативний характер та зберігає багато в чому традиційних сільський уклад ранніх переселенців (див. реднек та хіллбіллі).